# رينيه برين
رينيه برين (بالفرنسية: René Perin)‏ هو مترجم وكاتب مسرحي فرنسي، ولد في 1 نوفمبر 1774 في باريس في فرنسا، وتوفي بنفس المكان في 9 مايو 1858.